# Maison des vestales
La maison des Vestales était la résidence, au Forum, des vestales dans la Rome antique. Située derrière la Regia, elle formait, avec le temple de Vesta, un complexe unique nommé atrium Vestae.

## Emplacement
Elle se situe dans la partie est du Forum Romain, à proximité du temple de Vesta, de la Regia et de la Domus Publica, résidence du pontifex maximus qui dirigeait le collège des Vestales.
Cette partie du forum qui s’adosse au mont Palatin et remonte vers la colline de la Velia, place ces trois monuments dans le secteur le mieux protégé contre les inondations du Tibre ou les débordements des ruisseaux et sources venant des collines, fréquents à l’époque archaïque.

## Historique
Le nom d’atrium Vestae désignait à l’origine le lieu du culte de la déesse, un espace ouvert entouré de bâtiments, situé près du temple de Vesta. Ce n’est qu’à partir du IIe siècle av. J.-C. que la résidence des Vestales en a fait partie, occupant la zone entre la Regia,  et les pentes du mont Palatin.
À cette époque, le bâtiment était beaucoup plus petit et était aligné sur les mêmes points cardinaux que la Regia. Sous ces vestiges, les premières phases de la construction ont, à plusieurs reprises, été mises en évidence, en liaison étroite avec la reconstruction de la Regia, datant du VIe siècle av. J.-C. Les récentes fouilles d’Andrea Carandini ont en outre mis au jour les restes d’une cabane du VIIIe siècle av. J.-C., interprétée comme la maison des vestales de la monarchie romaine. Le temple était déjà entouré d’une enceinte incorporée à la maison, dont on ignore si elle avait un plan circulaire. On sait, en revanche, que l’entrée faisait déjà, comme les reconstructions ultérieures, face à l’est.
En 12 av. J.-C., Auguste, en sa qualité de pontifex maximus, a donné aux vestales la Domus Publica, résidence du pontife où Jules César avait vécu. Le grand incendie de Rome de juillet 64 endommagea la partie orientale du forum jusqu’à la Regia, le temple de Vesta et la maison des vestales. Néron restaura le complexe, qui fut reconstruit à un plus haut niveau sur un nouveau plan et une nouvelle orientation, selon l'axe des autres constructions entourant la place du Forum. Les fouilles de Lanciani (1884) et de Boni (1907) ont mis au jour des ruines visibles qui appartiennent, sur la base des marques estampillées sur les briques utilisées dans la construction, à une reconstruction datable principalement à l’époque de Trajan.
La maison fut touchée à nouveau, avec le temple de Vesta, par le grand incendie de 191, et il fallut attendre 193 pour que Septime Sévère entreprenne la réparation de son aile ouest.
Après la dissolution du collège des vestales avec l’abolition du culte païen, la défaite des derniers champions du paganisme à Aquilée en 394, et l’instauration du christianisme obligatoire par Théodose Ier en 391, la maison fut abandonnée par les dernières vestales pour devenir une résidence de fonctionnaires de la cour impériale, puis ultérieurement de la cour pontificale. En témoigne la découverte sur le site d’un trésor monétaire de 397 monnaies d’or du Ve siècle, puis d’un autre de 830 monnaies anglo-saxonnes des IXe et Xe siècles.
La période d’abandon marqué de la zone du forum entre les IXe et XIIe siècles est celle de la ruine et de l’ensevelissement de la maison des vestales. Dès le XVe siècle, on a exhumé à plusieurs reprises des bases de statues avec des inscriptions dédiées à Vesta datant d’entre la fin du IIIe siècle et 377, aujourd’hui transportées dans la cour.
Depuis le 27 janvier 2011, le complexe rénové est de nouveau ouvert aux visiteurs.

## Vestiges actuels

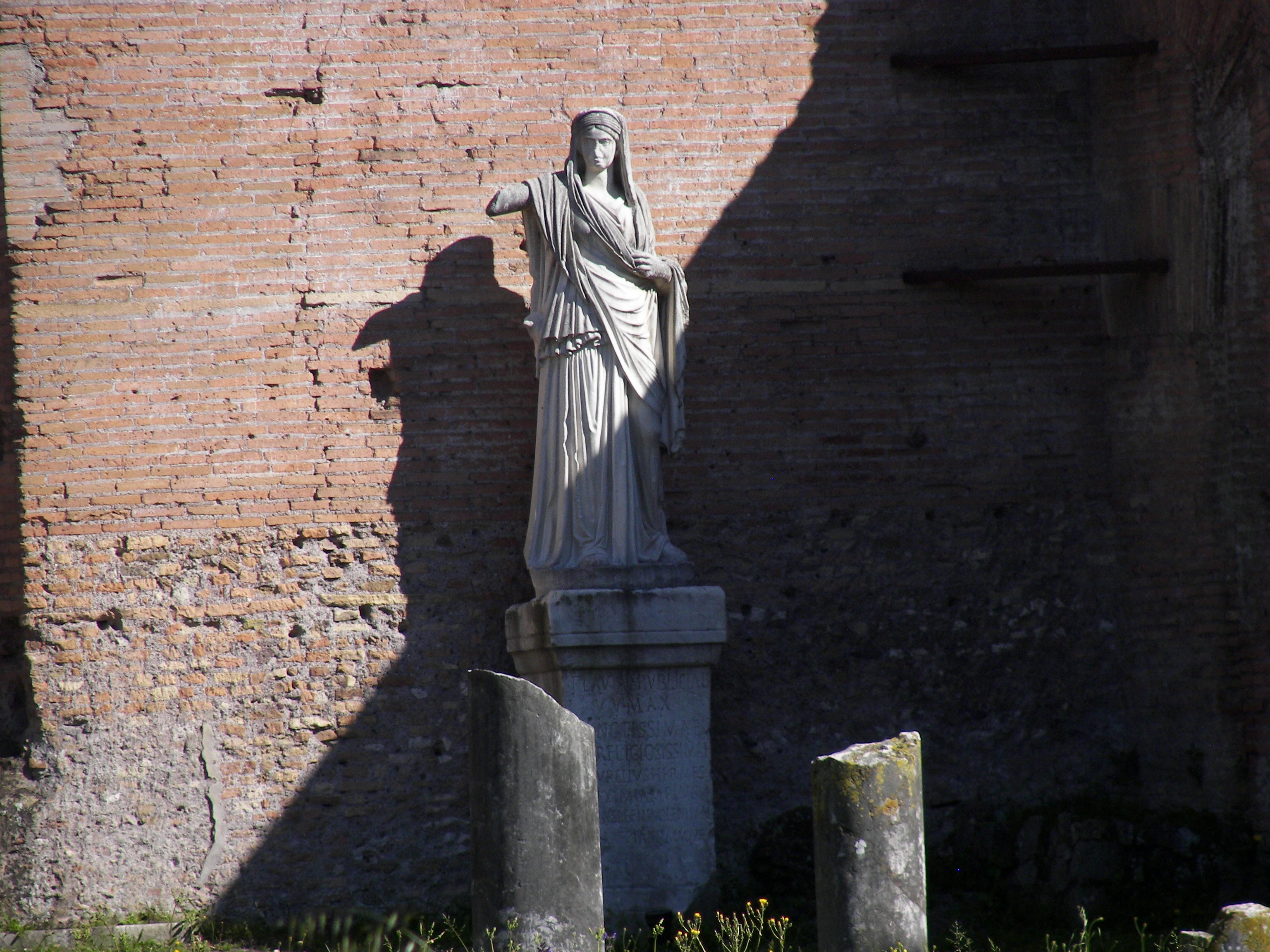
Statue de Flavia Publicia.

L’aspect actuel du complexe est lié à la dernière restauration de Julia Domna, l’épouse de Septime Sévère, après l’incendie de 191. Les vestiges actuels de la maison des vestales montrent donc le bâtiment dans sa version sévérienne. Malgré l’appellation d’atrium Vestae, le plan de la maison n’est plus celui d’une domus à atrium de la tradition architecturale romaine, mais celui d’une maison à péristyle à plusieurs niveaux, entièrement construite en briques et dont le plan général est encore visible.

### L'édicule de Vesta

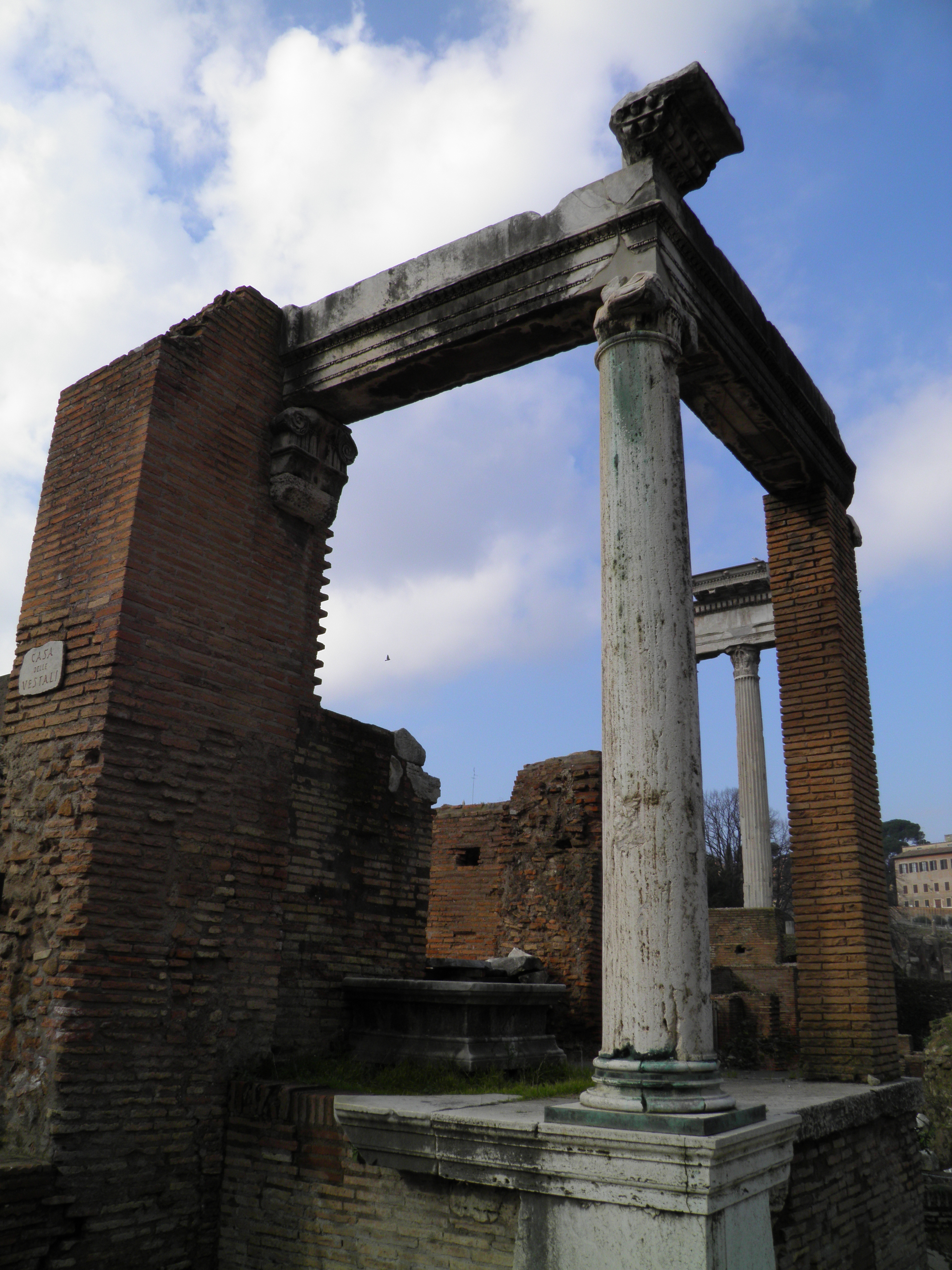
L'édicule de Vesta, après restauration à la fin du XIXe siècle

La maison des vestales était accessible par une entrée à l’est du temple. À droite de l'entrée se trouve un édicule soutenu à l’origine par deux colonnes ioniques dont une seule a été reconstituée, tandis que l'autre est remplacée par un pilier en briques. L’inscription sur la frise montre qu’il avait été construit avec l’argent public par décret du Sénat. Les marques sur les briques datent ce monument à l’époque de Hadrien. Comme la tradition indique que le temple de Vesta était dépourvu de statue de la déesse, il se peut que sa statue ait été située à cet endroit.

### Cour centrale

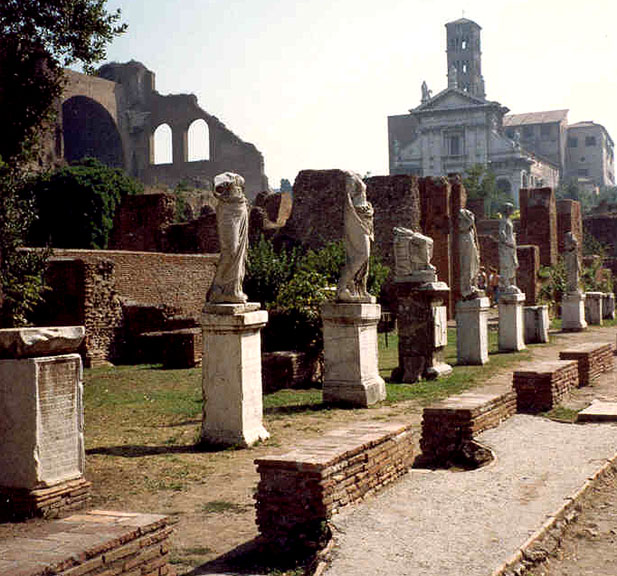
Statues de la maison des vestales.

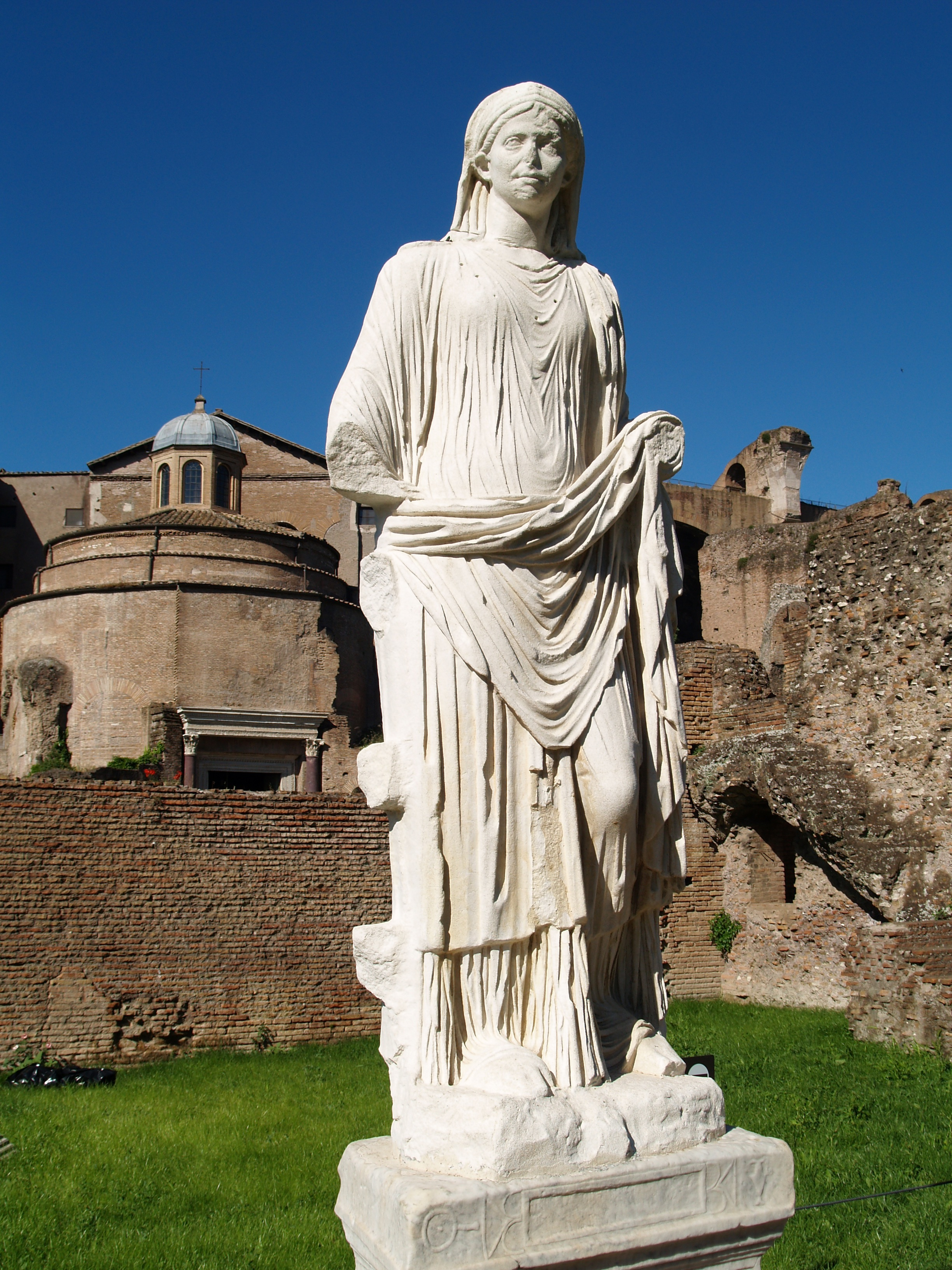
Statue de vestale.

Le centre de la maison est une cour à péristyle longue de 69 m, dont le grand axe est souligné par l’échelonnement de trois bassins rectangulaires de dimensions différentes. Le bassin du centre ultérieurement fut partiellement couvert d’une construction octogonale en brique, d'époque constantinienne et d’usage inconnu, aujourd'hui retirée.
Les statues des Grandes Vestales étaient alignées sous le portique entourant la cour. De nombreuses bases et statues ont été trouvées entassées surtout dans le côté ouest de la cour, apparemment pour être transformées au Moyen Âge dans un four à chaux. Les plus belles sont aujourd’hui dans les musées, tandis que celles qui subsistent ont été placées sans critère précis, avec des unions arbitraires entre bases et statues, car la disposition originale est inconnue.
Ces inscriptions indiquant le nom et le titre de virgo vestalis maxima, ainsi que la date de dédicace par le nom des consuls éponymes, remontent à la dernière phase de la construction des bases, contemporaines de ou postérieures à l’époque de Septime Sévère :
- Numisia Maximillia, 201 AD[7]
- trois statues de Terentia Flavola, en 209, 213 et 215[8]
- Campia Severina, en 240[9] (qui n'est plus exposée)
- Flavia Mamilia, 242 (qui n'est plus exposée)[10]
- deux statues de Publicia Flavia, 247 et 257[11]
- Coelia Claudina, 286[12]
- deux statues de Terentia Rufilla, 300 et 301 (qui n'est plus exposée)[13]
- Coelia Concordia, 380 (qui n'est plus exposée)[14]

Sur une autre base datant de 364 sur le côté sud, près de l’escalier menant à la Via Nova, le nom d’une vestale a été effacé, où l’on ne reconnaît que la première lettre C. Ce pourrait être celui de la vestale Claudia, mentionnée par Prudence, le poète chrétien de la fin du IVe siècle. S’étant convertie au christianisme, son nom fut martelé par les derniers adeptes du paganisme.
Sur chacun des quatre côtés de la cour s’alignent des pièces et des salles, dont certaines étaient pavées de marbre coloré. Les départs d’escalier prouvent la présence d’un ou deux étages, certains communiquaient avec la via Nova, qui longe le pied du Palatin.
L’interprétation de l’usage de ces pièces est généralement incertaine.

### «Tablinum» et côté est

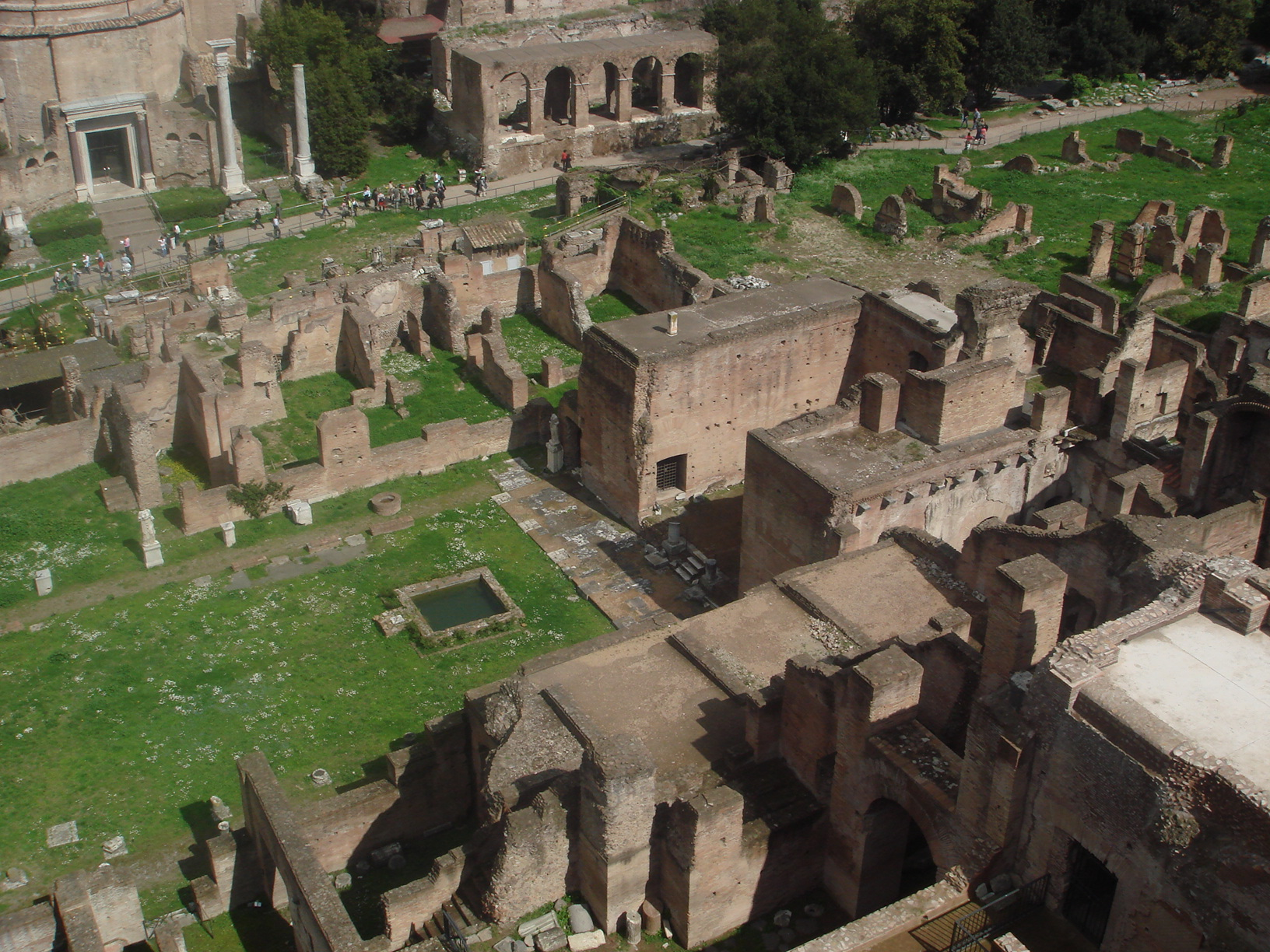
Côté est de la maison des Vestales.

Sur le côté est de la cour s’ouvre une vaste salle autrefois voûtée, incorrectement appelée tablinum (salle de réception dans la domus romaine), et flanquée de chaque côté de trois petites pièces carrées, soit six pièces, ce qui correspond au nombre des vestales. Pietro Romanelli exclut, en raison de leur exigüité, que ce soient les chambres des prêtresses, et suggère des lieux de dépôts personnels pour chacune d’elles.
Au niveau inférieur se trouvent les vestiges d'un sanctuaire, qui pourrait être celui des Lares. Une statue en marbre d'un homme barbu pourrait représenter Numa Pompilius, le fondateur légendaire du culte de Vesta ; elle est maintenant conservée dans l’Antiquarium du Forum.
Les traces d’un escalier apparaissant au-dessus du tablinum montrent l’existence d’un troisième étage, peut-être destiné au personnel de service.

### Côté sud

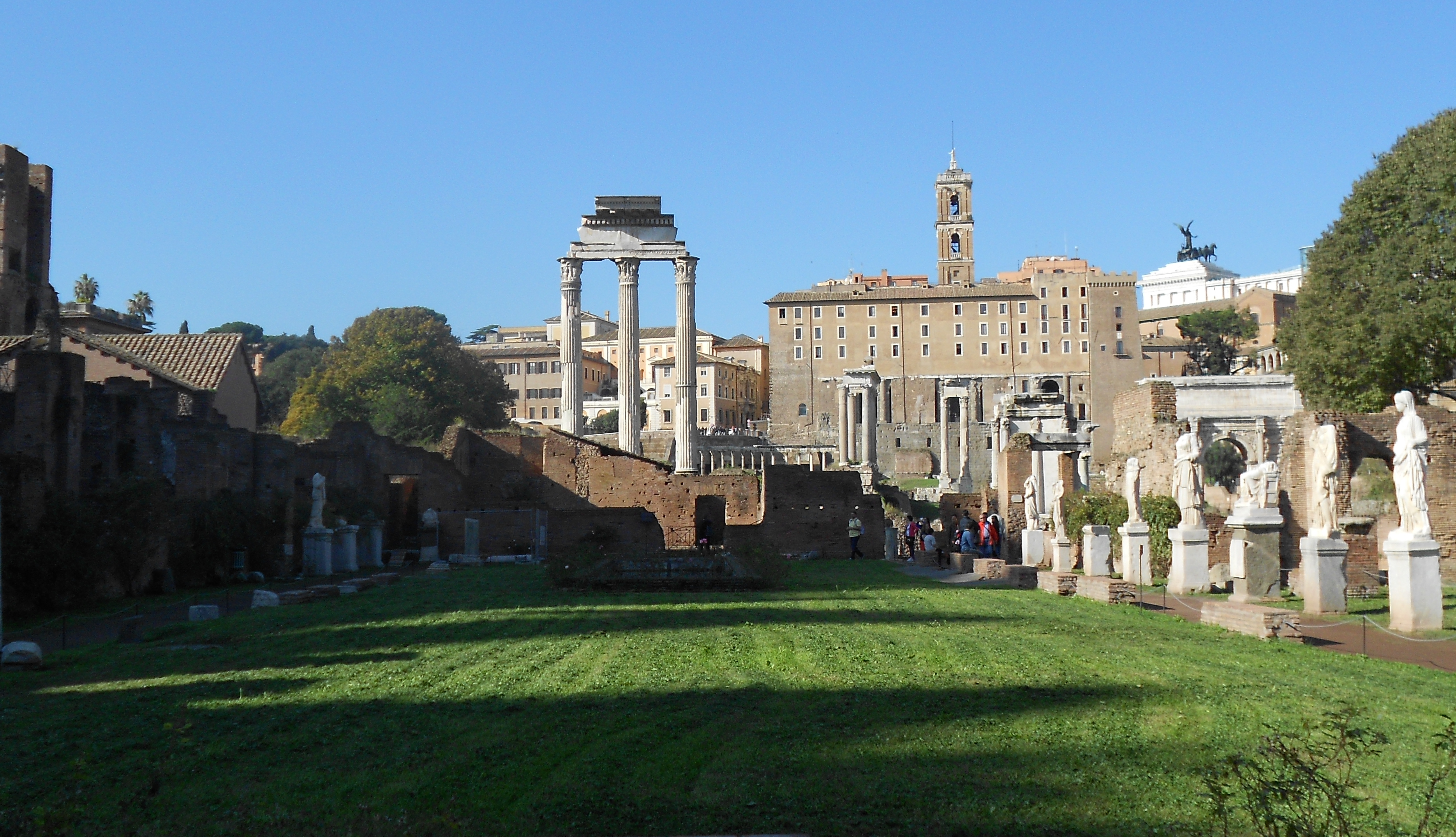
Maison des vestales, côté sud, dans l’atrium.

Le côté sud est le mieux conservé, avec de nombreuses pièces donnant sur un long couloir : côté est, une pièce avec deux petites cuves interprétées comme des fours, à côté une pièce avec les restes d'un moulin à meule. Au centre du côté sud, une grande salle flanquée de deux petites pièces, dont une dotée d'un foyer, indiquant probablement une cuisine. De cet endroit partait l’escalier vers l’étage supérieur, où se trouvaient les pièces des vestales avec des bains et des installations de chauffage. Cet escalier offrait aussi un accès à la via Nova qui longe le côté sud de la maison. Deux autres escaliers vers le premier étage se trouvent à l'extrémité ouest de l’aile sud.
Dans l'angle sud-ouest, une salle avec une abside est peut-être un sanctuaire, celui du dieu mystérieux Aius Locutius, situé dans le vieux bois sacré (Lucus Vestae). Selon Cicéron, cet emplacement était lié à une ancienne légende, selon laquelle, en 390 av. J.-C., une voix mystérieuse, mais pas écoutée, aurait averti les Romains de l’assaut imminent des Gaulois.

### Côté ouest
Le côté ouest est occupé par une grande salle rectangulaire, à l'opposé du tablinum, généralement identifiée comme un triclinium.

### Côté nord
Les pièces du côté nord de la cour sont très mal conservées. Les éléments disponibles ne suffisent pas à leur attribuer une fonction, même hypothétique. On y trouve des vestiges des bâtiments antérieurs au grand incendie de Rome en 64, qui suivent l'ancienne orientation selon les points cardinaux. L'usage pour la construction de cappellaccio ou de grand appareil en tuf volcanique témoigne de construction des époques archaïque et républicaine. Une passerelle moderne permet de voir les restes de l’édifice républicain au-dessous, avec un pavement de mosaïque dans lequel sont insérés des carreaux de marbre irréguliers (lithostrôton).

## Photos

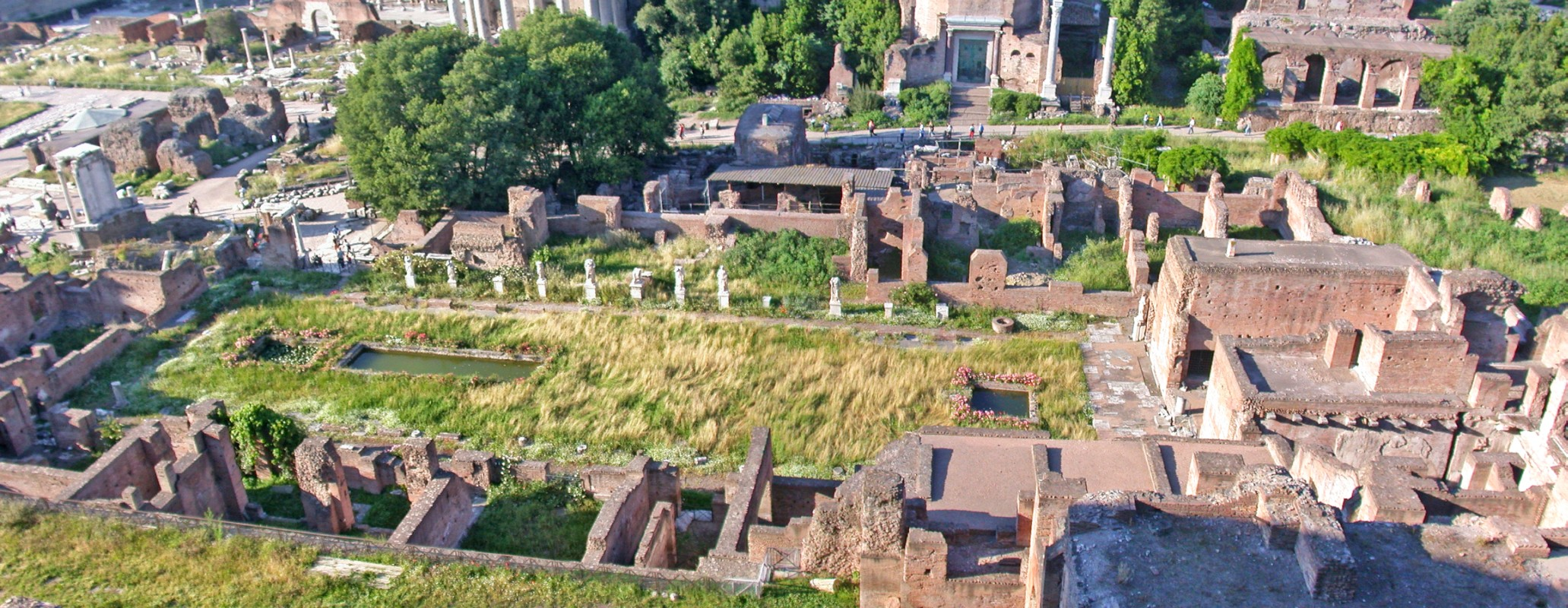
Vue actuelle, depuis le Palatin.
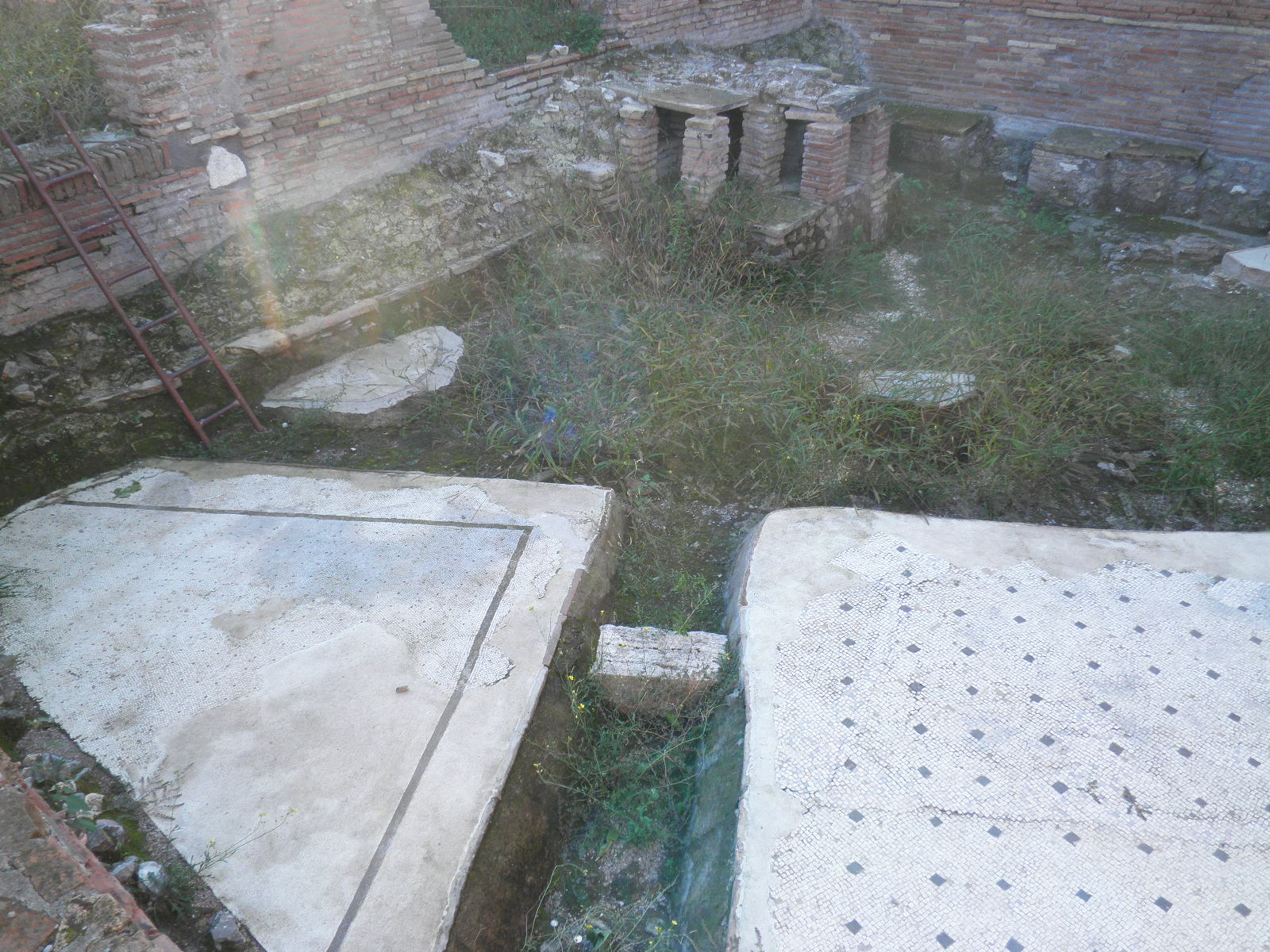
Revêtement de sol du salon des vestales.